# Citrus × limetta

Citrus × limetta es una especie de cítrico. Tiene multitud de nombres comunes, tales como limetta dulce, limón dulce mediterráneo, limón dulce, lima dulce y/o simplemente lima.
En India se le denomina sathukudi, mousambi, mosambi, o musambi. En Costa Rica y Nicaragua se conoce como limón dulce. En Perú y Guatemala como lima.
Es más similar al limón amarillo en tamaño, grosor de la piel y color, se distingue sobre todo por su bajísima astringencia y por los característicos pezones en ambos extremos.

## Aspecto
Es un pequeño árbol que puede alcanzar los ocho metros de altura. El limón dulce tiene ramas irregulares, y una madera relativamente blanda y de color marrón grisáceo. Tiene numerosas espinas que pueden desarrollarse en cualquier parte del árbol con una longitud entre 1,5 y 7,5 cm. Los peciolos de este árbol es estrecho y alado, de entre 8 y 29 mm de largo. Tienen foliolos más que hojas, los cuales son ovales y de 5,5 a 17 cm de longitud y de 2,8 a 8 cm de ancho. El ápice de los foliolos es acuminado, y su base es redondeado. Las flores son blancas y en floración son de 2 a 3cm de ancho. Los pétalos caen pronto, dejando el fruto que empieza a crecer. La piel del fruto es amarillo claro cuando está maduro; la piel del fruto es blanca y de unos 5 mm de gruesa. La pulpa es verdosa y el zumo es más dulce que ácido.

## Distribución
Es nativo de sur y sureste de Asia y se cultiva en la región mediterránea. Se ha introducido en otras regiones de mundo por los humanos. Se suele propagar por semilla.

## Usos
El fruto del limón dulce es comestible, contiene aceites esenciales. El árbol se utiliza como ornamental y como patrón para injertos.